# Cronostratigrafia

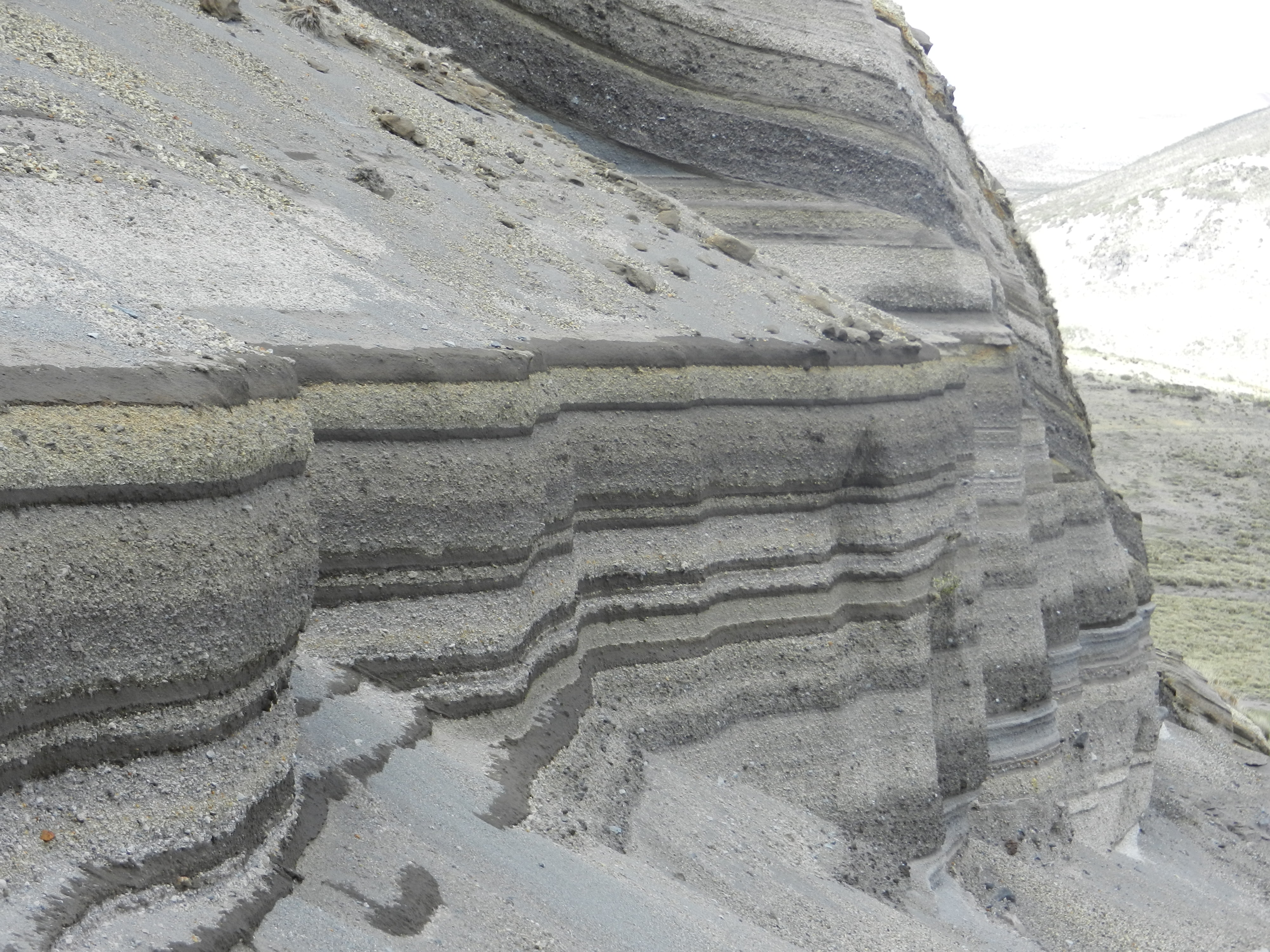
Strati di sabbia e cenere vulcanica (vulcano Chimborazo)

In geologia, la cronostratigrafia è quella parte della stratigrafia che studia l'età degli strati e le loro relazioni temporali. L'unità fondamentale della cronostratigrafia è il piano, che deve avere valore mondiale. Si tratta di un elemento legato alla biozona e alla (biostratigrafia), a sua volta basate sui fossili guida, che danno l'età *relativa* delle rocce. I piani possono essere definiti anche con sistemi di datazione non paleontologici, anche se i fossili mantengono un ruolo fondamentale. Tra gli scopi della disciplina, vi è la suddivisione e la correlazione degli eventi geologici, cercando di individuare intervalli di tempo isocroni e orizzonti temporali sincroni. Tra questi ultimi, ci sono i livelli guida.
La cronostratigrafia mira, pertanto, a dare una disposizione ordinata alla sequenza di deposizione in funzione del tempo di tutte le rocce all'interno di una regione geologica, con il fine ultimo della completa registrazione delle unità  geologiche della Terra.

## Metodologia
La cronostratigrafia fa molto affidamento sulla geologia basata sugli isotopi e sulla geocronologia per derivare una datazione concreta delle unità rocciose note e ben definite che contengono assembramenti di fossili specifici definiti dalla biostratigrafia. 
La metodologia usata è derivata dalla legge della sovrapposizione e dai principi delle relazioni di taglio trasversale.
Poiché le rocce ignee si succedono nel tempo ad intervalli specifici e sono essenzialmente istantanee in rapporto alla scala del tempo geologico, e poiché esse contengono assembramenti minerali che possono essere datati in modo più accurato e preciso con metodi isotopici, la costruzione di una colonna cronostratigrafica dipenderà decisamente dalle rocce ignee intrusive ed estrusive.
Il metamorfismo, spesso associato con il fagliamento, può anche essere usato per raggruppare gli intervalli di deposito in una colonna cronostratigrafica. Le rocce metamorfiche possono, occasionalmente, essere datate, e questo può implicare alcuni limiti per la definizione dell'età nella quale uno strato potrebbe essere stato deposto. Per esempio, se uno strato contenente graptoliti copre in qualche punto il basamento cristallino, la datazione di quest'ultimo darà un'età massima di quella dell'assemblaggio fossile.
Tuttavia questo processo richiede un grado considerevole di lavoro e verifica delle relazioni sul campo e date dell'età. Per esempio, ci possono essere molti milioni di anni tra uno strato depositato e una roccia intrusiva che lo interseca; la stima dell'età deve necessariamente essere compresa tra la roccia intrusiva più vecchia che interseca l'assembramento fossile e quella più giovane sopra la quale l'assembramento fossile è adagiato.

## Unità
Le unità cronostratigrafiche, con esempi:
- Eonotema - Fanerozoico
- Eratema - Paleozoico
- Sistema - Ordoviciano
- Serie - Ordoviciano superiore
- Piano - Ashgill

## Differenze tra cronostratigrafia e geocronologia
È importante non confondere le unità geocronologiche con quelle cronostratigrafiche.  Le unità cronostratigrafiche sono materiale geologico, talché è esatto dire che i fossili del genere Tyrannosaurus siano stati trovati nella serie del Cretaceo superiore. Le unità geocronologiche sono periodi di tempo, di conseguenza è corretto dire che il Tyrannosaurus rex visse durante l'epoca del Cretaceo superiore.
La cronostratigrafia è una branca molto importante della stratigrafia, poiché le correlazioni dell'età derivate sono cruciali per delineare sezioni accurate trasversali dell'organizzazione spaziale di rocce e per preparare accurate ricostruzioni paleogeografiche.